# Centroctenus acara
Centroctenus acara là một loài nhện trong họ Ctenidae.
Loài này thuộc chi Centroctenus. Centroctenus acara được Antonio D. Brescovit miêu tả năm 1996.